# Litoria iris
Litoria iris es una especie de anfibio anuro de la familia Hylidae.

## Distribución geográfica
Originaria de Nueva Guinea Occidental (Indonesia) y Papúa Nueva Guinea.
Ranas macho adultas miden 3.6 cm de largo y las hembras 4.3 cm. Pueden ser de muchos colores, por eso su nombre científico es iris o arcoíris. La mayoría son verdes con un patrón negro grueso. Tienen una coloración anaranjada en sus piernas y algo de púrpura y azul en sus ingles y vientres.
Ponen huevos en plantas que cuelgan sobre cuerpos de agua. Los renacuajos tardan dos semanas en eclosionar y luego se caen de la hoja al agua.